# Flögufoss
Der Flögufoss ist ein Wasserfall im Osten von Island.
Die Flöguá stürzt um 61 Meter in die Tiefe und fließt weiter in die Breiðdalsá im Breiðdalur.
Die Fallkante des Flögufoss wurde von einem Steinbogen überspannt, der im Frühjahr 2023 zusammenstürzte.
Der Wasserfall kann über den Suðurbyggðarvegur  erreicht werden, der vom Skriðdals- og Breiðdalsvegur  abzweigt. 